# Philip Bootsma
Philip Cedric Bootsma (Amsterdam, 16 oktober 1994) is een Nederlandse golfer. Hij speelde bij Golfclub Houtrak en was twee jaar lang de hoogst geklasseerde Nederlandse amateurgolfer op de World Amateur Golf Ranking. Sinds 14 augustus 2018 is Bootsma professioneel golfer.
Bootsma won in 2016 als amateur het International Amateur Golf Championship of Luxembourg.

## Opleidingen
Hij behaalde de masters Digital Business & Innovation aan de Vrije Universiteit en Entrepreneurship aan de Universiteit van Amsterdam en de Vrije Universiteit.